# Flemming Antony
Flemming Antony (født 22. juni 1947) er en dansktopsanger fra Danmark.

## Diskografi
- Flemming Antony Partyshow 1 (1972)
- Flemming Antony Partyshow 2 (1973)
- Flemming Antony Partyshow 3 (1973)
- Flemming Antony Partyshow 4 (1974)
- Flemming Antony Partyshow 5 (1975)
- Flemming Antony Partyshow 6 (1976)
- Flemming Antony Partyshow 7 (1977)
- Jul med Flemming Antony (1977)
- Hjerteknusere (1983)
- Dynamit for roligans (1986)
- Dansktop Hits 1 (1994)
- Dansktop Hits 2 (1996)
- Vi vil se mål (1998)
- Lad os tænde et lys (1999)
- Sangen til dig (2002)
- Livets værdier (2004)